# Ossê (Nigéria)
Ossê (Ose) é uma área do estado de Ondô, na Nigéria, com sede em Ifom Omima. Tem 1 465 quilômetros quadrados e de acordo com o censo de 2016, havia 194 600 residentes. Seu código postal da área é 341.